# Browar Louisa Friese przy ul. Garncarskiej w Poznaniu
Browar Louisa Friese przy ul. Garncarskiej w Poznaniu – browar działający w latach 1874–1905, usytuowany przy ul. Garncarskiej na obszarze centrum Poznania. 

## Historia
W 1874 roku, niedługo po utworzeniu ulicy Garncarskiej (niem. Töpfergasse) Louis Friese kupił od Augusta Hüppe parcelę przy ul. Święty Marcin 34 (obecnie nr 63) sięgającą aż do ul. Garncarskiej. Jeszcze w tym samym roku, na tyłach działki przy ul. Garncarskiej, wraz z piwowarem Augustem Thiele postawił budynek browaru mieszczący m.in. suszarnię i warzelnię, a w piwnicach urządzono lodownię i leżakownie. W 1880 roku przy browarze powstał budynek mieszkalny, później zaadaptowany na biura przedsiębiorstwa. Powstała też kamienica przy ul. św. Marcin, oba budynki zachowane są do dziś. W 1884 roku browar należał tylko do Louisa Friese, który zmarł w październiku tego roku i właścicielem została jego żona Wanda, z domu Wismach. Od 1891 roku produkcję prowadził poznański kupiec Samuel Peiser. Następnie browar dzierżawił piwowar Heliodor Sieg. 
W 1906 posesję zakupił inż. Stanisław Hendinger i otworzył tutaj przedsiębiorstwo instalacyjne i budowlano-blacharskie. Po I wojnie światowej w roku 1919 właścicielem nieruchomości stał się kupiec Marian Domagalski, który w tym miejscu do wybuchu II wojny światowej prowadził wytwórnię: koncentratów esencji owocowych, olejków eterycznych i barwników spożywczych. Po wojnie wraz z synem Henrykiem Rogerem Domagalskim jako spółka „M.Domagalski i Ska” ponownie uruchomili produkcję wytwarzanych poprzednio artykułów.
W 1950 roku przymusowy zarząd nad przedsiębiorstwem objęła Wielkopolska Wytwórnia Produktów Zielarskich, która rozpoczęła wytwarzanie esencji, ekstraktu tymiankowego, syropów malinowych i wiśniowych oraz oleju rycynowego. Nieruchomość przeszła na własność Poznańskich Zakładów Zielarskich „Herbapol”, producenta soków, tabletek i zawiesin.

## Architektura
Budynek fabryczny wybudowany został w stylu łuków odcinkowych (niem. Segmentenbogenstil). Budynek biurowy posiada formy architektoniczne odwołujące się do renesansu, natomiast kamienica frontowa przy ul. św. Marcin formy neorenesansowe.

## Galeria

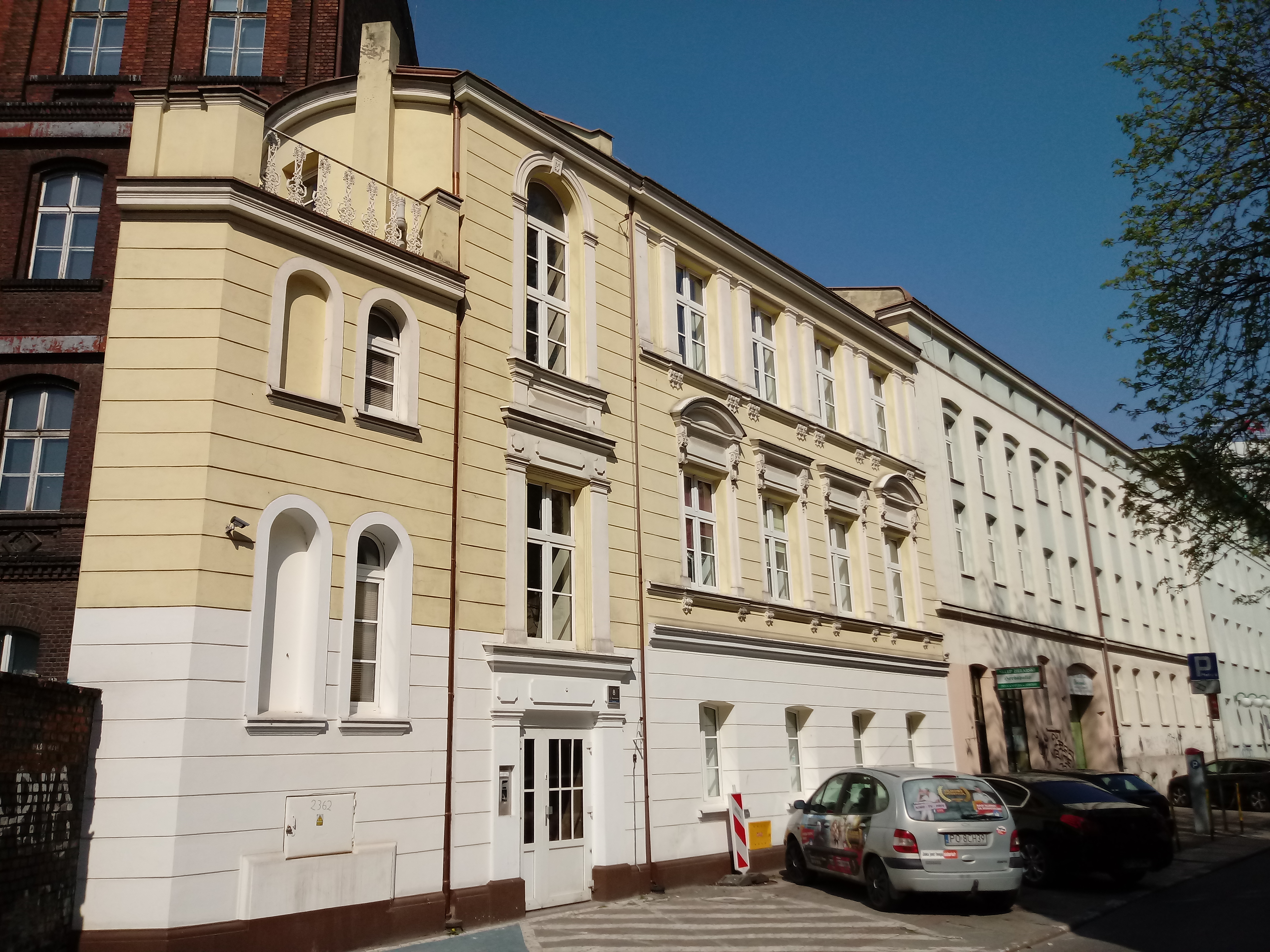
Budynek pierwotnie mieszkalny, potem biurowy (po lewej) i budynek fabryczny browaru